# Robert Meißner
Robert Meißner (ur. 23 grudnia 1888 w Wiedniu, zm. 8 sierpnia 1953 w Pierwouralsk) – generał porucznik Wehrmachtu. Odznaczony m.in. Krzyżem Rycerskim i Krzyżem Żelaznym.

## Życiorys
Na stopień kapitana został mianowany 1 sierpnia 1917. Jego oddziałem macierzystym był Pułk Piechoty Nr 74.
W czasie II wojny światowej był dowódcą 68 Dywizji Piechoty.

## Ordery i odznaczenia
- Medal Rannych
- Krzyż Żelazny (1939)
  - II klasa
  - I klasa
- Krzyż Zasługi Wojennej
  - II klasa
- Krzyż Rycerski (1943)

w czasie służby w c. i k. Armii otrzymał:
- Krzyż Zasługi Wojskowej 3 klasy z dekoracją wojenną i mieczami,
- Signum Laudis Brązowy Medal Zasługi Wojskowej z mieczami na wstążce Krzyża Zasługi Wojskowej,
- Krzyż Wojskowy Karola,
- Krzyż Jubileuszowy Wojskowy[2].